# Na Geral
Na Geral é um programa de rádio brasileiro sobre futebol, com doses de humor, transmitido de segunda a sexta pela Rádio Tropical FM São Paulo, das 19h às 20h, é apresentado por Lélio Teixeira, Beto Hora, Frank Fortes. Também há prestação de serviço, como informações do trânsito ao longo do programa e nos intervalos.

## História
O Na Geral começou a ser apresentado pela Rádio Brasil 2000 FM em 1999. Nesta época contava também com o integrante Mauro Miranda.
Em 2002, já sem Mauro, o grupo passou a integrar a Rádio Bandeirantes. Em 2007, o programa passou a ser exibido simultaneamente também na Band FM (96.1 MHz), permanecendo nesta frequência ate 12 de setembro de 2008.
A partir de 15 de junho de 2009 a primeira meia-hora do programa passou a ser exibida pela Band Rio 1360 AM.
Beto Hora, humorista e imitador, caracteriza vários personagens durante o programa (alguns famosos, como José Luiz Datena, Pelé, Gilberto Kassab, Fernando Haddad, Clodovil, entre outros, e outros criados por ele mesmo).
Em setembro de 2017, foi anunciado que o Na Geral deixaria a Rádio Bandeirantes e migrou para a Rádio 105 FM e no litoral pela TRI FM, onde estreou em no começo do mês de Novembro. Na quarta-feira, 26 de Outubro de 2017, foi ao ar o último programa na rádio Bandeirantes. Segundo a versão dos apresentadores, o comunicado do término do vínculo partiu da direção da Rádio Bandeirantes na manhã de quinta-feira, 27 de outubro. No horário do ex-programa, a emissora estreou o programa Resenha, Futebol e Humor nesta faixa horária. O programa com o trio retornou ao ar na terça-feira, 1º de novembro, na 105.1 FM de Jundiaí e Tri FM 105.5 de Santos, no mesmo horário, das 17:30 às 19:00. Em julho de 2018, o programa se muda para a Rádio Kiss FM 92.5, de segunda a sexta das 18:30 ás 20:00 e teve sua última transmissão nesta rádio no dia 25 de Setembro de 2020.
No dia 13 de Outubro de 2020, o programa estreava seus trabalhos na Massa FM São Paulo (e na Baixada Santista pelo dial 102.1) das 18:00 as 19:30 com o Trio Zé Paulo, Beto Hora e Lélio Teixeira, mais o repórter esportivo Frank Fortes (que trabalhou no programa também, enquanto estavam na Kiss FM) e também o são-paulino locutor da casa Wilson Gomes.
Em 22 de Dezembro de 2023 o Na Geral anuncia sua última transmissão na Massa FM São Paulo, informando que no próximo ano o programa seguirá em outro local..
As 18h do dia 27 de Fevereiro de 2024 o Na Geral se apresentou na webrádio Rádio 365. O programa teve os apresentadores originais Lélio, Beto Hora, o jornalista esportivo Frank Fortes e depois também contou com o narrador da casa Renato Basilla.
No dia 2 de Setembro de 2024 o Na Geral retorna ao FM, desta vez pela rádio Tropical FM no dial 107.9. O programa foi apresentado das 19h as 20h e contou com o jornalista esportivo Frank Fortes, o apresentador Lélio Teixeira e o humorista Beto Hora. Também foi apresentado pelo Youtube @NaGeralOficial.

## Na Geral na TV
Em 2005, a Rede Bandeirantes estreou uma versão televisionada do programa de rádio: Esporte Total na Geral. O programa exibia, com bom humor, as notícias do Futebol e tinha um quadro de entrevistas com atletas olímpicos, o A Conquista do Ouro, com a tenista Vanessa Menga. Por conta da baixa audiência, o programa saiu do ar e foi substituido pelo Esporte Total normal. Antes, em 1999, quando o Show do Esporte foi reformulado pela emissora, então com o esporte sob comando da Traffic, o Na Geral estreou como quadro que debatia assuntos ligados ao esporte, com comando do ex-atleta Robson Caetano e da ex-VJ da MTV Brasil Sabrina Parlatore, tendo a participação do público.